# جيف هوفمان
جيف هوفمان (بالإنجليزية: Jeff Hoffman)‏ هو لاعب كرة قاعدة أمريكي، ولد في 8 يناير 1993 في كوهوس في الولايات المتحدة.

## وصلات خارجية
- جيف هوفمان على موقع دوري كرة القاعدة الرئيسي (الإنجليزية)
- جيف هوفمان على موقعبيزبول رفرنس.كوم (الدوري الرئيسي) (الإنجليزية)
- جيف هوفمان على موقعبيزبول رفرنس.كوم (الدوري الثانوي) (الإنجليزية)
- جيف هوفمان على موقع إي إس بي إن.كوم (أم.أل.بي) (الإنجليزية)
- جيف هوفمان على موقع مشجعي الرسوم البيانية (الإنجليزية)